# علم البيئة التاريخي

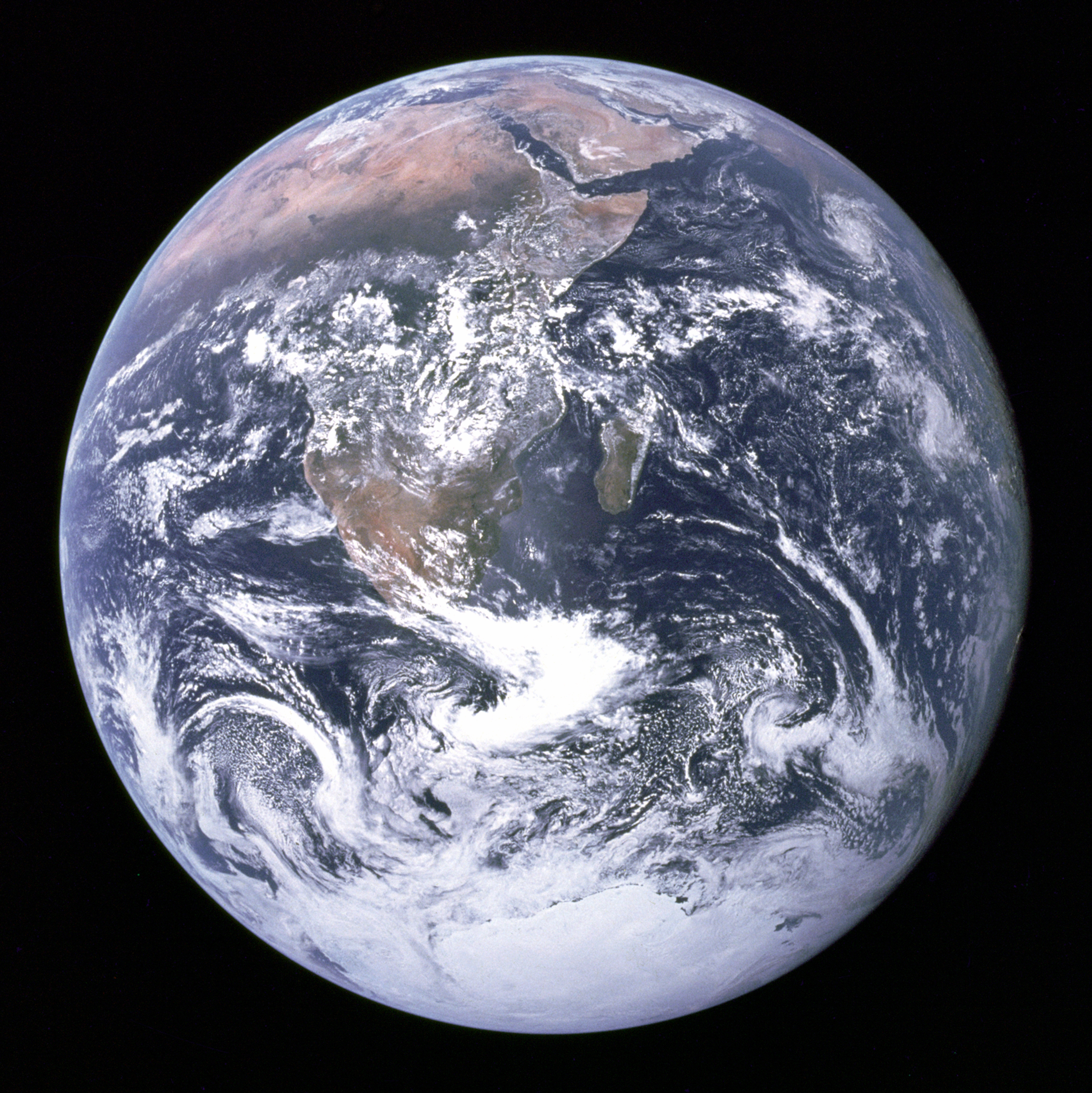

علم البيئة التاريخي هو برنامج بحثي يركز على التفاعلات بين البشر والبيئة التي يعيشون فيها على مدار فترات زمنية طويلة، إذ تكون عادةً على مدى قرون من الزمن. يجمع متخصصو علم البيئة التاريخي بيانات سلسلة طويلة مما جمعه الممارسون في المجالات المتنوعة. يهدف علم البيئة التاريخي إلى دراسة هذا التفاعل وفهمه عبر الزمان والمكان من أجل الحصول على فهم كامل لتأثيراته التراكمية، بدلاً من التركيز على حدث واحد محدد. يتكيف البشر مع البيئة ويشكلونها من خلال هذا التفاعل، ما يساهم بشكل مستمر في عملية تحول المشهد الحضري. يدرك متخصصو علم البيئة التاريخي لامتلاك البشر تأثيرات على مستوى العالم، وتأثيرهم على المشهد الحضري بطرق مختلفة تزيد أو تنقص من تنوع الأنواع؛ بالإضافة إلى إدراكهم أن المنظور الشمولي أمر بالغ الأهمية من أجل فهم هذا النظام.
يتطلب تجميع المشاهد الحضرية اتحادًا صعبًا في بعض الأحيان بين العلوم الطبيعية والاجتماعية، وإيلاء اهتمام حاد بالنطاقات الجغرافية والزمنية، ومعرفة مدى التعقيد البيئي البشري، وعرض النتائج بطريقة مفيدة للباحثين في العديد من المجالات. تتطلب هذه المهام نظرية وأساليب مستمدة من الجغرافيا، وعلم الأحياء، وعلم البيئة، والتاريخ، وعلم الاجتماع، وعلم الإنسان، وغيرها من التخصصات. تشتمل الطرق الشائعة على البحث التاريخي، وإعادة البناء المناخي، والمسوحات النباتية والحيوانية، والحفريات الأثرية، ووصف الأعراق البشرية، وإعادة بناء المشهد الحضري.

## تاريخيًا
يحتوي هذا التخصص على العديد من مواقع الأصول التي وجدها الباحثون الذين تشاركوا الاهتمام في مشكلة البيئة والتاريخ، ولكن من خلال مجموعة متنوعة من الأساليب. استخدم إدوارد سميث ديفي جونيور هذا المصطلح لأول مرة في ستينيات القرن الماضي لوصف منهجية كانت ما تزال في قيد تطور طويل. تمنى ديفي أن يجمع بين ممارسات «البيئة العامة» التي دُرست في مختبر تجريبي مع «علم البيئة التاريخي» الذي اعتمد على الأدلة التي جُمعت من خلال العمل الميداني. على سبيل المثال، استخدم ديفي التأريخ بالكربون المشع من أجل التوفيق بين تعاقب النباتات والحيوانات الذي حدده علماء الأحياء مع سلاسل الثقافة المادية والمواقع التي اكتشفها علماء الآثار.
نظم أعضاء قسم التاريخ بجامعة أركنساس في ليتل روك في ثمانينيات القرن الماضي سلسلة من المحاضرات بعنوان «علم البيئة التاريخي: مقالات عن البيئة والتغيير الاجتماعي». أشار المؤلفون إلى مخاوف الجمهور بشأن التلوث وتناقص الموارد الطبيعية، بادئين حوارًا بين الباحثين من ذوي التخصصات التي وسعت العلوم الاجتماعية. أبرزت الأوراق البحثية أهمية فهم الهياكل الاجتماعية والسياسية، والهويات الشخصية، ومفاهيم الطبيعة، وتعدد حلول المشاكل البيئية.
كان وجود عدد من المشاريع البحثية طويلة الأمد في علم البيئة التاريخي فيما يتعلق بالبيئات المدارية والمعتدلة والقطبية، الدافع الرئيسي خلف ظهور علم البيئة التاريخي كنظام متماسك:
نفّذ علماء آثار وعلماء أحياء مشروع علم البيئة التاريخي لحضارة المايا (1973- 1984) الخاص بـ ي.س. ديفي إذ جمعوا بيانات من رواسب بحيراتية وأنماط استيطان ومواد مستمدة من الحفريات في مقاطعة بيتين المركزية في غواتيمالا من أجل دحض الفرضيات التي تدّعي انهيار مناطق شعوب المايا الحضرية مدفوعةً بتعثر إنتاج الغذاء.
ينفذ فريق بحث متعدد التخصصات مشروع المشهد الحضري البرغوني (1974 حتى الآن) الخاص بكارول ل. كروملي بهدف تحديد العوامل المتعددة التي ساهمت في متانة الاقتصاد الزراعي في برغونية في فرنسا.
يستعمل مشروع إنويت- نورس (1976- حتى الآن) الخاص بتوماس ه. مكغوفيرن علم الآثار وإعادة البناء البيئي والتحليل النصي لدراسة علم البيئة المتغير للمستعمرين النورديين والشعوب الأصلية في جرينلاند وآيسلندا وجزر فارو وشتلاند.
وُسعت منهجيات علم البيئة التاريخي في السنوات الأخيرة لتشمل البيئات الساحلية والبحرية:
يبحث مشروع محمية ستيلواغن بانك البحرية الوطنية (1984- حتى الآن) في صيد سمك القد في ماساتشوستس، الولايات المتحدة الأمريكية بين القرنين السابع عشر والتاسع عشر من خلال السجلات التاريخية حول هذا الموضوع.
يدرس باحثو مشروع منطقة فلوريدا كيز البيئية للشعاب المرجانية (1990 - حتى الآن) في معهد سكريبس لعلوم المحيطات سجلات المحفوظات بما في ذلك أوصاف التاريخ الطبيعي والخرائط والرسوم البيانية والأوراق الشخصية والعائلية وسجلات الولايات والمستعمرات من أجل فهم تأثير الإفراط في صيد الأسماك وفقدان الموائل في فلوريدا كيز، الولايات المتحدة الأمريكية، التي تحتوي على ثالث أكبر الشعاب المرجانية في العالم.
تسعى محمية مونتيري باي الوطنية البحرية التاريخية (2008- حتى الآن) إلى جمع البيانات التاريخية ذات الصلة بصيد الأسماك وصيد الحيتان وتجارة فراء الحيوانات المائية من أجل تشكيل خط أساس للإصلاحات البيئية على ساحل كاليفورنيا في الولايات المتحدة الأمريكية.

## اضطراب بتوسط الإنسان

### مرض وبائي
يمكن التعبير عن العلاقة الواضحة بين الطبيعة والناس من خلال الأمراض التي تصيب الإنسان، وهكذا يمكن اعتبار الأمراض المعدية مثالاً آخر على الاضطرابات التي يتوسط الإنسان فيها، إذ أن البشر هم العائلون (المضيفون) للأمراض المعدية. يرتبط تاريخيًا دليل الأمراض الوبائية مع بدايات الزراعة والمجتمعات المستقرة. كانت أعداد البشر سابقًا صغيرة ومتغيرة للغاية بحيث لا يمكن إثبات أن معظم الأمراض هي أمراض مزمنة. سمحت المستوطنات الدائمة -بسبب الزراعة- بمزيد من التفاعل بين المجتمعات، ما مكن من تطور العدوى إلى ممرضات بشرية على وجه التحديد.
كشفت المنهجيات الشاملة ومتعددة التخصصات التي تدرس الأمراض التي تصيب الإنسان عن وجود علاقة متبادلة بين البشر والطفيليات. غالبًا ما يعكس تنوع الطفيليات الموجودة داخل جسم الإنسان تنوع البيئة التي يعيش فيها هذا الفرد. على سبيل المثال، يمتلك البوشمن -أو ما يُعرف برجال الأدغال- والأستراليون الأصليون نصف عدد الطفيليات المعوية التي يمتلكها أفراد مجتمع الصيد وجمع الثمار الأفارقة والماليزيون الذين يعيشون في غابة مطيرة غنية بالأنواع. يمكن أن تكون الأمراض المعدية إما (مزمنة أو حادة)، أو (وبائية أو متفشية)، ما يؤثر على السكان في أي مجتمع بمختلف نطاقاته. وبالتالي، يمكن أن يؤدي الاضطراب بتوسط الإنسان إما إلى زيادة أو تقليل تنوع الأنواع في مشهد حضري ما، متسببًا في تغيير متوافق في التنوع الممرض.